# NGC 1363
NGC 1363 est une galaxie spirale barrée relativement éloignée et située dans la constellation de l'Éridan. NGC 1363 a été découverte par l'astronome américain Sherburne Wesley Burnham en 1877.

## Caractéristiques
Sa vitesse par rapport au fond diffus cosmologique est de  9 416 ± 37 km/s, ce qui correspond à une distance de Hubble de 138,9 ± 9,7 Mpc (∼453 millions d'al).
NGC 1363 présente une large raie HI.